# Defekti kristala
Defekti kristala, kristalni defekti ili kristalografske greške nepravilnosti su u kristalnoj rešetki tvari u čvrstome stanju zbog nepravilna rasporeda atoma u kristalu. Mnoga svojstva čvrstih tvari u velikoj mjeri ovise o najmanjim veličinama defekata (takozvana strukturno osjetljiva svojstva, za razliku od strukturno neosjetljivih svojstava u koja se ubrajaju gustoća, toplinski kapacitet i drugo). Dinamički defekti općenito su vrlo mali i nastaju pobuđenjima idealizirane statičke kristalne rešetke. Statički defekti veće su nepravilnosti kristalne strukture, nastali pri rastu kristala ili kasnijim mehaničkim naprezanjima. Postoje četiri vrste statičkih defekata čvrstog stanja:
- Točkasti defekti su nepravilnosti koje su ograničene na mjestu jednog atoma u kristalnoj rešetki. To može biti praznina u rešetki ili, na primjer, atom stranog kemijskog elementa, kao što je arsen u germaniju, nikal u bakru i tako dalje. O njima u velikoj mjeri ovisi električna vodljivost kovina na niskim temperaturama, električna svojstva izolatora, mehanička čvrstoća, boja kristala, vodljivost poluvodiča, luminiscencija i drugo.[2]
- Linijski defekti ili dislokacije su nepravilnosti koje obuhvaćaju velik broj atoma duž linije u kristalu. Znatno utječu na mehanička, električna, magnetska, toplinska i druga svojstva čvrstih tvari. Kretanje i stvaranje točkastih defekata u kristalnoj rešetki vezano je u velikoj mjeri uz linijske defekte. Kada je broj linijskih defekata jako velik, toliko se isprepletu da se ne mogu kretati, osobito u kombinaciji s točkastim defektima, i na taj se način postiže poboljšanje mehaničkih svojstava pojedinih kovina (kovanje, kaljenje, dodavanje ugljika u željezo i drugo).[2]
- Plošni defekti su nepravilnosti kristalne rešetke u dvije dimenzije. Općenito, nema kristala bez te vrste defekta, jer sama vanjska ploha sadrži atome koji svojim položajem nisu jednakovrijedni (ekvivalentni) atomima unutar kristala. Međutim, poznat je niz drugih plošnih defekata, kao na primjer granice kristalića, granice faza, nepravilnosti u poretku atoma i drugo.[2]
- Volumni defekti u čvrstim tvarima šupljine su, kristalići druge faze ili materije (precipitati) i slično. Iako volumne defekte nalazimo u velikom broju u normalnim materijalima, njihovo proučavanje u fizici čvrstog stanja manje je razvijeno. Istraživanje jednostavnijih defekata zahtijeva gotovo idealne kristale, a ti obično ne sadržavaju volumne defekte.[2]